# Хламов Григорій Сергійович
Григорій Сергійович Хламов (19 грудня 1903, село Кошелево Муромського повіту Владимирської губернії, тепер Вачського району Нижньогородської області Російська Федерація — 29 листопада 1968, місто Москва, тепер Російська Федерація) — радянський державний діяч, міністр автомобільної та тракторної промисловості СРСР (1950—1953), міністр тракторного та сільськогосподарського машинобудування СРСР (1955—1957).

## Біографія
Народився в селянській родині. З 1914 до 1918 року працював у селянському господарстві батька. 
У 1919—1922 роках — візник Спілки візників при фабриці «Металіст» у селищі Вача.
З 1922 до 1923 року навчався у вечірній школі для дорослих у місті Муромі Владимирської губернії
У 1923—1925 роках — вчитель школи села Кошелево Муромського повіту.
З 1925 до 1926 року служив у Червоній армії.
Член ВКП(б) з 1926 року.
У 1926—1928 роках — завідувач Муромського повітового відділу народної освіти Владимирської губернії.
У 1928—1932 роках — студент Московського автотракторного інституту, інженер-механік.
У 1932—1940 роках — майстер, старший технолог, начальник відділу, заступник начальника відділу технічного контролю, заступник головного інженера, головний інженер — заступник директора управління розширення Горьківського автомобільного заводу імені Молотова.
У 1940—1941 роках — головний інженер — заступник начальника Головного управління спеціального машинобудування Народного комісаріату середнього машинобудування СРСР.
У 1941—1943 роках — головний інженер — заступник директора Московського автоскладального заводу імені КІМ.
У 1943—1946 роках — директор Уральського автомобільного заводу імені Сталіна в місті Міасс Челябінської області.
У березні 1946 — серпні 1947 року — заступник міністра автомобільної промисловості СРСР.
У серпні 1947 — вересні 1948 року — заступник міністра автомобільної та тракторної промисловості СРСР.
2 вересня 1948 — 18 квітня 1950 року — директор Горьківського автомобільного заводу імені Молотова.
18 квітня 1950 — 5 березня 1953 року — міністр автомобільної та тракторної промисловості СРСР.
У березні 1953 — квітні 1954 року — заступник міністра машинобудування СРСР.
У квітні 1954 — 23 липня 1955 року — перший заступник міністра радіотехнічної промисловості СРСР.
23 липня 1955 — 10 травня 1957 року — міністр тракторного та сільськогосподарського машинобудування СРСР.
24 травня 1957 — травень 1960 року — начальник відділу автомобільного, тракторного та сільськогосподарського машинобудування Державного планового комітету Ради міністрів СРСР — міністр СРСР.
У травні 1960 — 24 квітня 1962 року — начальник Головного управління державних матеріальних резервів при Раді міністрів СРСР — міністр СРСР.
24 квітня 1962 — 29 листопада 1968 року — начальник Головного управління державних матеріальних резервів при Раді міністрів СРСР.
Помер 29 листопада 1968 року в Москві. Похований на Новодівичому цвинтарі Москви.

## Нагороди
- два ордени Леніна (24.12.1953)
- два ордени Трудового Червоного Прапора (22.02.1954)
- медаль «За доблесну працю у Великій Вітчизняній війні 1941—1945 рр.»
- медаль «У пам'ять 800-річчя Москви»
- Сталінська премія ІІ ст. (1949) — за створення конструкції та технології, організацію виробництва та освоєння масового випуску легкового автомобіля «Победа».
- Почесний громадянин Старої Загори (1966)[1]